# 약한 중력렌즈 효과
약한 중력렌즈 효과(Weak gravitational lensing)는 강한 중력렌즈 효과와 달리, 편향 측정을 통한 배경 광원을 감지할 수 없는 경우의 중력렌즈 효과를 말하며, 약한 중력렌즈 효과를 통해서도 렌즈 역할을 하는 천체의 질량을 측정할 수 있는 통계적 역할을 한다.

## 측정 방법

중력렌즈로 인해 발생하는 교란을 보여주는 도표로, 눈에 띄게 나타내주기 위해 실제 천체에 나타나는 효과에 비해 상당히 과장되어 있다.

중력렌즈 효과는 뒤쪽 배경 천체의 상이 앞쪽 천체의 질량으로 인해 상이 뒤틀리는 좌표 변환의 역할을 한다. 중력렌즈 효과는 수렴과 전단으로 나눌 수 있는데, 수렴으로 인해서는 배경 천체의 상의 크기가 커지고, 전단으로 인해서는 상이 앞쪽 천체 주변으로 늘어나게 된다.
상이 늘어나는 정도를 측정하기 위해서는 배경 은하의 편평률을 측정한 다음 통계적인 분석을 거쳐야 한다. 은하는 기본적으로 원형이 아니기 때문에, 나타나는 은하의 상은 원래 은하가 찌그러진 정도와, 중력렌즈 효과로 인해 찌그러진 효과가 합쳐져 나타나는데, 보통 은하가 찌그러진 정도가 3에서 300배 가량 더 크다. 은하가 찌그러진 방향은 무작위일 것이라고 추측할 수 있으므로, 은하들이 어떠한 방향으로 정렬되어 있다면 중력렌즈 효과로 인해 나타나는 것으로 본다.
약한 중력렌즈 효과를 측정할 때는 대기와 장비 상태로 인해 나타나는 점 확산 함수를 교정하는 것이다. 상이 대기에 의해 번지면 더 둥글게 되는 경향을 띄기 때문에, 상의 변화 정보가 일부 사라지게 된다. 또한, 점 확산 함수는 중력렌즈 효과처럼 보이는 잡음을 일부 추가하는데, 현재 사용하는 망원경에서도 이 효과의 크기는 중력렌즈에 의해 나타나는 효과와 비슷하거나 더 크다. 이 문제를 해결하기 위해서는 보통 우리은하 내의 항성의 상에서 보간법을 사용해 점 확산 함수를 계산하여, 이 결과를 은하의 상에 적용하는 방법을 사용한다. 지상 망원경과 우주 망원경은 관측지 특성의 차이로 인해 서로 다른 보정 절차를 사용한다.
중력렌즈 효과에 의한 상을 물리적으로 유의미하게 수치화하기 위해서는 렌즈 천체와 배경 천체의 각지름 거리가 중요한 역할을 하며, 이 값은 측광 적색편이를 이용해 구한다. 적색편이는 렌즈 천체와 배경 천체를 구별하는 데도 중요하며, 적색편이를 측정할 수 없을 때는 겉보기등급이나 색상을 이용해 구하기도 하나 이 경우에는 정확도가 많이 낮아진다.

## 은하단에 의한 약한 중력렌즈 효과

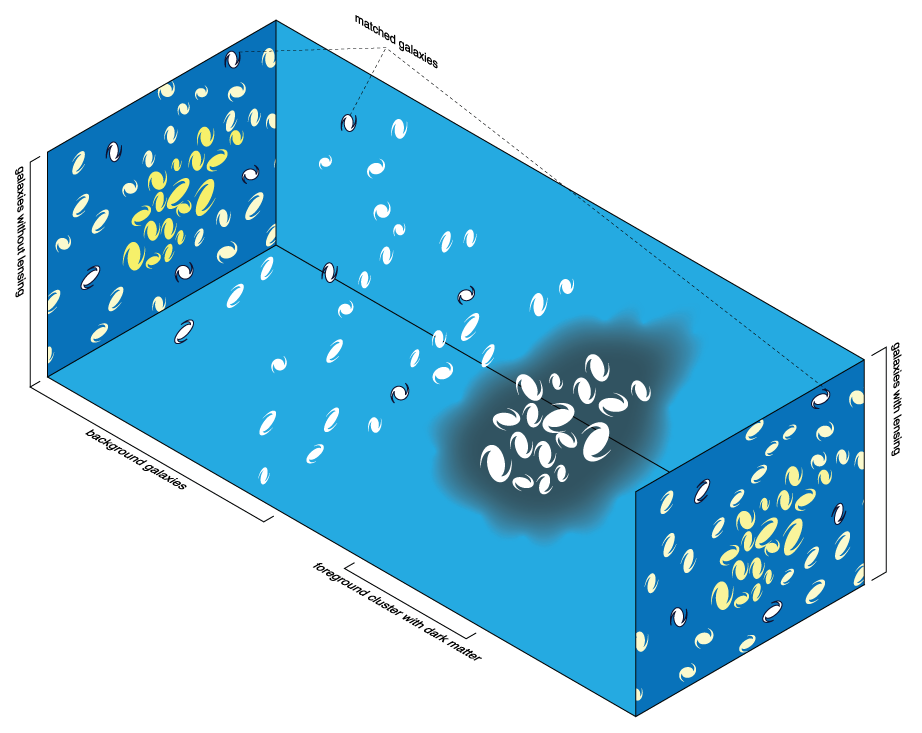
뒤쪽 은하단의 상이 앞쪽 은하단의 질량에 의해 변화하는 모습. 왼쪽 위의 평면에 나타난 상은 약한 중력렌즈 효과가 없을 경우 앞쪽 은하단(노랑)과 뒤쪽 은하단(하양)의 추정 상이며, 오른쪽 아래에 나타난 상은 이 상에 약한 중력렌즈 효과를 포함한 것으로, 뒤쪽 은하의 상이 앞쪽 은하단을 중심으로 평행하게 늘어나게 된다. 가운데 부분은 배경 은하와 중력렌즈 역할을 하는 앞쪽 은하단의 위치를 3차원 공간에 나타낸 것이다.

은하단은 우주에서 중력적으로 뭉친 가장 큰 구조로, 80% 이상이 암흑물질로 이루어져 있으며, 은하단의 중력장은 지나가는 빛을 굴절시킬 수 있다. 지구에서 관측할 경우, 이 효과로 인해 상이 여러 개로 보이거나, 호나 고리 모양으로 보이는 강한 중력렌즈 효과를 나타내기도 하며, 일반적으로는 빛을 일정하게 10% 정도 교란시킨다. 대표적인 중력렌즈 효과의 예시로는 에이벨 1689, Cl 0024+17, 총알 은하단 등이 있다.

### 역사
은하단에 의한 강한 중력렌즈 효과는 1970년대 후반 스탠퍼드 대학교의 바헤 페트로시안과 미국 국립 광학천문대의 로저 린즈가 은하단 중 커다랗게 휘어진 호 모양을 띄는 현상을 관측함으로서 처음 발견되었으나, 1986년 관측 결과를 발표할 때까지 두 발견자는 이 현상의 원인을 알아내지 못하였다. 1987년 툴루즈 천문대의 쥬느비에르 소칼리는 에이벨 370 은하단에 있는 파란색 고리를 발견하여, 중력렌즈에 의한 영향이라는 해석을 제시하였다. 약한 중력렌즈 효과 분석은 1990년 벨 연구소의 안토니 타이슨이 에이벨 1689와 CL 1409+524에 있는 어두운 은하의 왜곡 방향이 일관되어 있다는 사실을 알아냄으로서 처음 진행되었으며, 이 이후에도 중력렌즈 분석이 이루어진 은하단은 현재까지 발견된 은하단 수천 개 중 극히 일부밖에 되지 않는다.
기존의 중력렌즈 효과 분석은 중입자(가시광선이나 엑스선 등)적인 분석을 통하였기 때문에, 중력렌즈 효과를 연구할 때는 광도가 높은 은하단을 중심으로 한 선택 편향이 있었다. 2006년 캘리포니아 대학교 데이비스의 데이비드 위트맨은 최초로 중입자와 무관한 방법으로 은하단의 중력렌즈 효과를 발견하였다. 중력렌즈 효과는 질량이 커질수록 신호 대 잡음비가 커지기 때문에, 중력렌즈를 이용할 때는 질량에 따라서도 선택 편향이 일어난다.

### 관측 결과
예상 질량 밀도는 배경 은하의 왜곡률을 측정하여, 복원과 역문제 방법을 사용해 구할 수 있다. 하지만 중력렌즈의 배율을 알지 못한 상태로 질량 분포를 복원하면, 표면 질량 밀도 κ를 좌표변환 {\displaystyle \kappa \rightarrow \kappa ^{\prime }=\lambda \kappa +(1-\lambda )}(λ는 임의의 상수)을 통해서만 구할 수 있게 되는, 질량판 퇴화라는 한계가 발생한다. 배율은 질량판 퇴화에 대해 불변량이 아니기 때문에, 배율을 독립적으로 구할 수 있을 경우 퇴화를 피할 수 있다.
질량 분포 복원이나 가시광 또는 엑스선 관측을 통해 은하단의 무게 중심을 구한 경우, 은하단 중심으로부터의 거리에 대한 함수의 형식으로 모형을 만들 수 있다. 예를 들어, 흔히 사용되는 매개 변수 모형으로는 단일 등온 구 프로파일(Singular isothermal sphere profile)이나 나바로-프렌크-화이트 프로파일(Navarro–Frenk–White profile)이 있다. 질량을 추정하기 위해서는 은하단의 적색편이 값과 적색편이 값의 분포도 알아야 하는데, 이는 분광이나 측광을 통해 알아낼 수 있다. 약한 중력렌즈 효과에서 각 질량 추정치는 가장 질량이 큰 은하단에서만 유도할 수 있으며, 정확도는 시아에 따라 달라진다.

### 과학적 적용

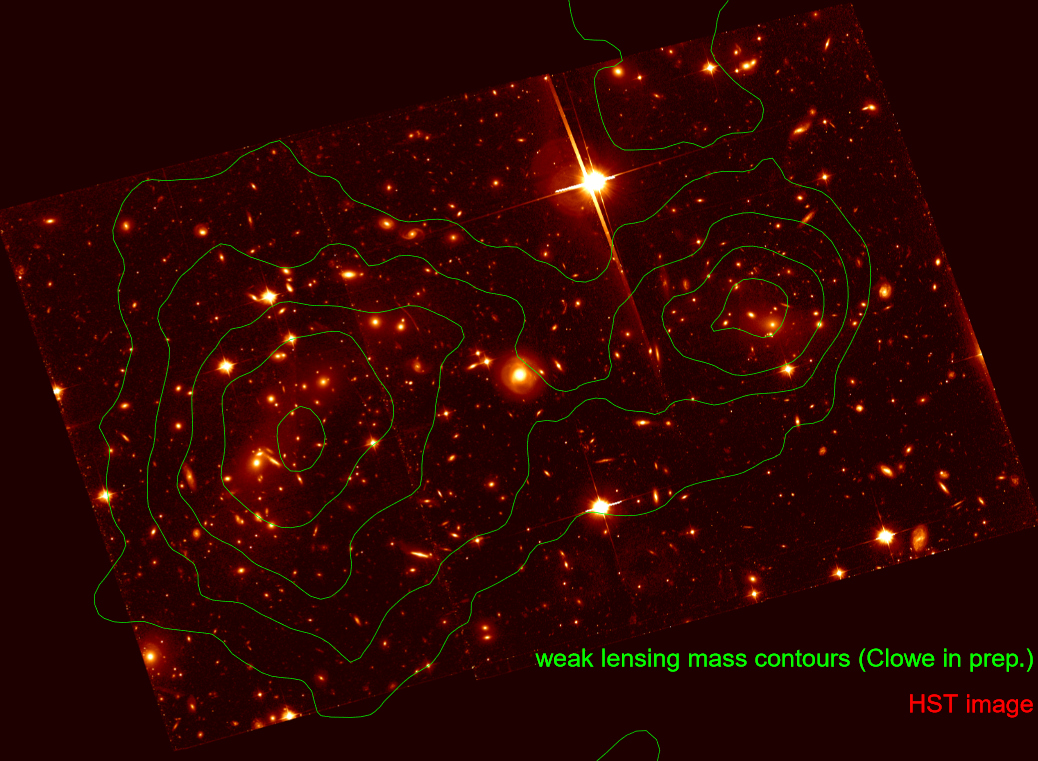
허블 우주 망원경이 촬영한 총알 은하단으로, 윤곽선은 암흑 물질을 포함한 총 질량의 분포를 나타낸다.

중력렌즈에 의한 은하단의 질량 추정치는 은하단의 역학적 상태나 항성 형성을 고려할 필요성이 전혀 없기 때문에 중요하게 다루어진다. 중력렌즈를 통해서 일반 물질은 별로 없지만 암흑물질이 다수 밀집한 '암흑 은하단'을 밝혀낼 수도 있으며, 관측을 통한 일반 물질의 분포와 중력렌즈를 이용한 암흑물질 분포를 비교해, 항성이나 은하단내부매질과 암흑물질의 상호 관련성을 나타낼 수도 있다. 이러한 분석이 이루어진 대표적인 예시로는 총알 은하단이 있는데, 총알 은하단의 자료는 ΛCDM 모형이나 수정 뉴턴 역학 등 빛, 기체, 암흑물질의 분포를 나타내는 모형의 기초를 이루고 있다.
이론적으로는, 은하단의 개수는 질량에 대한 함수로 볼 수 있고, 적색편이의 값은 우주론과 밀접한 관계가 있기 때문에, 약한 중력렌즈 효과를 이용한 천문측량을 통해 우주론과 관련된 여러 변수의 값을 구할 수 있다. 하지만 현실적으로는 시아 방향으로만 관측할 수 있기 때문에, 거짓 양성이 다수 발생한다. 약한 중력렌즈 효과는 은하단이 여럿 뭉친 지역을 이용해 질량-관측 관계를 교정하는 데도 이용할 수 있지만, 이 관계에는 본질적인 분산이 존재한다고 추측되고 있다. 중력렌즈 은하단을 우주론 연구에 사용하기 위해서는, 중력렌즈 효과에서의 질량-관측 관계를 투영 및 분산 측면에서 정확히 측정 및 모형화해야 한다.

## 은하 간 중력렌즈
은하와 은하 사이의 중력렌즈 효과는 약한 중력렌즈 효과의 한 종류로, 중력렌즈 효과를 일으키는 천체가 은하단과 같은 거대 구조가 아닌 낱은하인 경우이다. 중력렌즈로 인해 상이 왜곡되는 정도(약 1%)는 은하단에 의한 중력렌즈보다 작지만, 우주 전단에 의한 효과보다는 크다.

### 역사
앤서니 타이슨은 1984년 은하와 은하 사이의 중력렌즈 효과가 일어날 가능성을 제시했으나, 관측 결과가 뒤따르지 못했다. 은하와 은하 사이의 중력렌즈 효과가 실험적으로 발견된 것은 1996년이 되어서였으며, 통계적으로 유의미한 결과는 2000년까지 나오지 않았다. 이후 고화질 망원경의 기술 발전과, 대규모 천문측량의 발달로, 관측한 은하의 수가 증가함에 따라, 중력렌즈 효과를 찾기도 쉬워졌다. 현재 은하와 은하 사이의 중력렌즈 효과를 측정하는 방법은 은하의 물리적 특성을 결정하는 데 주로 사용하고 있다.

### 중첩법
은하단 규모와 마찬가지로, 은하 단위에서의 중력렌즈 효과를 측정하기 위해서는 배경 은하의 모양을 알아낸 후, 통계적으로 상의 변화를 측정해야 한다. 이론적으로 모든 중력렌즈 효과는 측정할 수 있으나, 현실적으로 낱은하는 은하단보다 질량이 매우 낮고, 배경 은하의 모양도 제각각이기 때문에, 은하와 은하 사이의 중력렌즈 효과는 측정하기 어렵다. 하지만 여러 렌즈에서의 신호를 중첩하는 방법을 통해, 신호 대 잡음비를 증가시킬 수 있다.

### 과학적 응용
은하와 은하 사이의 중력렌즈 효과는 질량과 관련된 여러 물리량을 측정하는 데 이용할 수 있다.
질량 밀도 모형은하단 중력렌즈와 비슷한 방법을 통해 은하 정도 크기의 천체의 질량 밀도를 알아낼 수 있다. 배경 은하의 수가 충분하다고 하면, 은하와 은하 사이의 중력렌즈 효과를 통해서 알아낼 수 있는 유효반경의 범위는 1 ~ 100으로 넓으며, 중력렌즈 효과는 질량의 '종류'와는 무관하기 때문에, 중력렌즈를 통해 중입자가 지배하는 은하 중심부터, 암흑물질이 지배하는 은하헤일로까지 넓은 범위의 질량 밀도를 조사할 수 있다.
질량-광도 비율측정한 질량과 은하 평균 광도를 비교함으로서 배경 은하의 질량-광도 비율을 알아낼 수 있다. 특히, 여기서 측정되는 질량은 비리얼 정리에 따르는 총 질량이기 때문에, 우주 전체에서의 암흑물질의 비율도 유도할 수 있다.
은하의 질량적 진화빛의 속력은 유한하기 때문에, 지구에서 관측한 은하는 과거의 모습으로 보인다. 중력렌즈 효과를 일으키는 천체를 하나로 한정할 경우, 적색편이와 결합해 해당 시기에 존재했던 은하들의 질량 분포를 추정할 수 있으며, 우주의 역사와 관련지여 우주가 어떻게 변화해 왔는지까지 알아낼 수 있다.
기타 질량 경향성은하는 보통 색과 형태에 따라 분류하는데, 항성의 분포, 은하의 연대, 질량 분포를 나타내는 지표로서 쓰인다. 중력렌즈 은하를 이러한 특성과 적색편이에 따라 분류하면, 은하가 진화하는 과정을 볼 수 있다..

## 우주 전단
관측 가능한 우주의 거대구조에 의해서도 중력렌즈 효과가 일어난다. 이로 인해 배경 은하가 특정 방식으로 왜곡되어 보이는 본질적 정렬 (intrinsic alignment, IA) 현상이 발생하며, 이 효과로 인한 상의 왜곡 정도는 은하 간 중력렌즈 효과의 0.1% ~ 1% 가량이다. 거대구조 자체가 시선 방향으로 길게 늘어져 있기 때문에, 은하 간 중력렌즈 효과처럼 이를 얇은 렌즈로 보는 근사는 사용할 수 없으나, 어느 한 지점에서 발생하는 빛의 굴절각 자체는 작을 것이라고 가정하면, 얇은 렌즈 근사와 유사하게 렌즈가 없을 때의 각위치 {\displaystyle {\vec {\beta }}}와 렌즈 효과를 받은 후의 각위치 {\displaystyle {\vec {\theta }}}의 투영으로 표현할 수 있다. 이 변환의 야코비 행렬은 시선 방향에 따른 중력 퍼텐셜 {\displaystyle \Phi }의 적분으로 표현할 수 있다.
{\displaystyle {\frac {\partial \beta _{i}}{\partial \theta _{j}}}=\delta _{ij}+\int _{0}^{r_{\infty }}drg(r){\frac {\partial ^{2}\Phi ({\vec {x}}(r))}{\partial x^{i}\partial x^{j}}}}
여기서 {\displaystyle r}은 공변거리, {\displaystyle x^{i}}은 이동 거리이다.
또한 렌즈 효과의 효율인 렌즈핵 {\displaystyle g(r)}은, 렌즈원의 분포 {\displaystyle W(r)}에 대해 다음과 같이 표현할 수 있다.
{\displaystyle g(r)=2r\int _{r}^{r_{\infty }}\left(1-{\frac {r^{\prime }}{r}}\right)W(r^{\prime })}
얇은 렌즈 근사와 마찬가지로, 야코비 행렬은 수렴과 전단으로 분해할 수 있다.

### 전단 상관 함수
우주의 거대구조 위치는 정확히 정의할 수 없기 때문에, 우주 전단에 의한 중력렌즈 현상을 감지하기 위해서는 전단 내 두 지점 사이의 거리에 대한 함수로서 전단의 평균 곱을 측정하는 전단 상관 함수(shear correlation function)를 계산해야 한다. 일반적으로 상관 함수는 은하 2개를 두 지점으로 보고 계산하는데, 여러 은하에 대해 계산한 후 이 계산 결과들을 평균하는 방법으로 계산한다. 전단에는 두 성분이 있기 때문에, 상관 함수는 3개를 정의할 수 있다.
{\displaystyle \xi _{++}(\Delta \theta )=\langle \gamma _{+}({\vec {\theta }})\gamma _{+}({\vec {\theta }}+{\vec {\Delta \theta }})\rangle }
{\displaystyle \xi _{\times \times }(\Delta \theta )=\langle \gamma _{\times }({\vec {\theta }})\gamma _{\times }({\vec {\theta }}+{\vec {\Delta \theta }})\rangle }
{\displaystyle \xi _{\times +}(\Delta \theta )=\xi _{+\times }(\Delta \theta )=\langle \gamma _{+}({\vec {\theta }})\gamma _{\times }({\vec {\theta }}+{\vec {\Delta \theta }})\rangle }
여기서 {\displaystyle \gamma _{+~}}는 {\displaystyle {\vec {\Delta \theta }}}와 수직한 성분, {\displaystyle \gamma _{\times }}는 45°를 이루는 성분이다. {\displaystyle \xi _{\times +}} 성분은 중력렌즈 효과를 전혀 받지 않기 때문에, 이 성분의 값이 0이 아닐 경우 관측 오차가 있었음을 나타낸다고 해석한다.
{\displaystyle \xi _{++~}}와 {\displaystyle \xi _{\times \times }} 함수는 암흑물질 밀도 상관 함수의 사영과 연결되어 있어, 푸리에 변환을 통해 우주론 모형에 따라 달라지는 물질 멱스펙트럼을 계산하는 데 사용할 수 있다.
{\displaystyle \xi _{++~}}와 {\displaystyle \xi _{\times \times }}는 같은 스칼라 밀도장에 의존하므로 독립이 아니며, E모드 및 B모드 상관 함수로 나눌 수 있다. 전기장-자기장 관계와 유사하게, E모드장은 회전이 없고, B모드장은 발산이 없다. 중력렌즈 효과로는 E모드장만 만들어지므로, B모드장을 이용해서 관측 오차를 구할 수 있다.
E모드 상관 함수는 조리개 질량 변동치라고도 부르며, 다음과 같이 표현된다.
{\displaystyle \langle M_{ap}^{2}\rangle (\theta )=\int _{0}^{2\theta }{\frac {\phi d\phi }{\theta ^{2}}}\left[\xi _{++}(\phi )+\xi _{\times \times }(\phi )\right]T_{+}\left({\frac {\phi }{\theta }}\right)=\int _{0}^{2\theta }{\frac {\phi d\phi }{\theta ^{2}}}\left[\xi _{++}(\phi )-\xi _{\times \times }(\phi )\right]T_{-}\left({\frac {\phi }{\theta }}\right)}
{\displaystyle T_{+}(x)=576\int _{0}^{\infty }{\frac {dt}{t^{3}}}J_{0}(xt)[J_{4}(t)]^{2}}
{\displaystyle T_{-}(x)=576\int _{0}^{\infty }{\frac {dt}{t^{3}}}J_{4}(xt)[J_{4}(t)]^{2}}
여기서 {\displaystyle J_{0}~}와 {\displaystyle J_{4}~}는 베셀 함수이다. 위에 따라, 정확히 성분 분해를 하기 위해서는 분리 0일 때의 전단 상관 함수가 필요하나, {\displaystyle T_{+}~} 및 {\displaystyle T_{-}~}의 값은 {\displaystyle \theta =0~} 근처에서 매우 작기 때문에 근사치는 실제 값과 큰 차이가 나지 않는다.

### 우주론과의 관계
약한 중력렌즈 효과를 통해 물질 멱스펙트럼의 범위를 좁힐 수 있기 때문에, 우주 마이크로파 배경, 초신성, 적색편이 탐사의 결과와 합쳐 우주론을 연구하는 강력한 도구로 활용할 수 있을 간으성이 있다. 매우 약한 우주적 전단 신호를 감지하기 위해서는 많은 배경 은하의 신호를 평균하는 작업이 필요하기 때문에, 이를 위한 은하 관측은 넓고 깊게 이루어져야 하며, 배경 은하의 겉보기 크기는 매우 작기 때문에 촬영하는 사진의 화질도 매우 좋아야 한다. 전단 상관 함수를 측정하기 위해서는 배경 천체의 밀도를 정밀하게 측정해야 하므로, 넓고 깊은 관측 자료가 있어야 한다.
거대구조에 의한 약한 중력렌즈는 1967년부터 존재 가능성이 제기되었으나, 기술적 문제로 30여 년 후에야 대형 CCD 카메라를 이용한 전천 탐사를 통해 감지되었다. 2000년 네 연구진이 독립적으로 우주적 전단 효과를 감지하였다고 발표하였으며, 이후 연구에서는 다른 연구 방법과 마찬가지로 암흑에너지의 밀도 {\displaystyle \Omega _{m}~}나 멱스펙트럼의 진폭 {\displaystyle \sigma _{8}~} 등 우주론에서 사용하는 여러 변수를 측정하려고 시도하였다.
현재 연구의 중점은 배경 은하의 적색편이를 이용해 전천 탐사 결과를 적색탐사에 따라 여럿으로 나누는 것이다. 적색편이가 낮은 집단은 지구와 가까운 거대구조에 의해서만 영향을 받을 것이나, 적색편이가 높은 집단은 넓은 범위에 걸친 영향을 받을 것으로 예상할 수 있으므로, 물질의 3차원 분포를 추정할 수 있다. 또한 관측을 기준으로 멀리 있을수록 과거의 모습이므로, 여기에서의 중력렌즈 효과는 우주의 진화와 팽창에 의해서도 영향을 받아, 우주론을 연구하는 방법으로 사용할 수 있다.
약한 중력렌즈 효과는 우주 마이크로파 배경에도 영향을 주며, 21cm 수소선을 분산시키기도 한다. 확실히 밝혀진 근원 천체는 없으나, 광원 표면의 교란 효과는 약한 중력렌즈 효과와 유사한 전단 효과가 나타나며, 이로 인해 관측되는 멱스펙트럼에 차이가 생겨난다. 우주 마이크로파 배경과 적색편이가 큰 21cm 수소선의 광원 표면은 현재까지 발견된 근원 은하보다 적색편이가 더 크기 때문에, 약한 중력렌즈 효과를 통해 은하에 의한 중력렌즈보다 적색편이가 더 큰 영역에서 우주론을 연구할 수 있다.

### 음의 중력렌즈 효과
스칼라장과 일반 상대성이론 간의 최소 결합을 이용하면, 에너지 밀도가 음수가 되는 별난 물질을 이용한 통과 가능한 웜홀이라는 해를 구할 수 있다. 또한, 수정 뉴턴 역학이나 이계량 중력 이론 등에서는 암흑물질 대신 음의 질량을 가진 물질을 가정함으로서 우주론을 설명하기도 한다.
별난 물질이 존재할 경우 시공간과 빛의 진행 경로가 구부러지는 현상이 일반 물질과 다르게 나타날 것이므로, 히로사키 대학의 연구진은 음의 질량으로 인한 중력렌즈 효과를 '음의 중력렌즈'라고 부르자고 제안하기도 하였다. 일반적으로 암흑물질을 연구할 때는 중력렌즈 효과가 일어나는 것을 가정하여 "암흑물질 덩어리"를 찾는데, 별난 물질을 연구할 때는 이와 반대로 오목렌즈처럼 빛이 퍼지는 현상을 찾아 "음의 물질 덩어리"가 존재하는지 확인하고자 한다. 이러한 덩어리는 일반적으로 거대구조 사이의 거시공동에 위치할 것으로 추정하고 있다.

## 같이 보기
- LSST